# Can Montmany de Maspassoles
Can Montmany de Maspassoles és una masia de Corbera de Llobregat (Baix Llobregat) inclosa en l'Inventari del Patrimoni Arquitectònic de Catalunya.

## Descripció
És una masia adaptada a residència, amb addicions d'obra recents a les bandes oest i nord. Fou reformada l'original del llinatge Montmany de Maspassoles a finals del segle xix.
Té l'entrada per un portal que tanca l'àmbit de la façana i els porxos de cada costat. El cos principal té dues plantes i golfes. Les parets són gruixudes i els sostres són de cabirons i revoltons. La part interior té instal·lacions de bany i cuines modernes.

## Història
Fou adquirida per Ramon Serra Cetra en començar el segle xx. La seva filla, Maria Rosa Serra Tomàs, arquitecta, cap als anys 1970 va emprendre la planificació del terreny de la finca com ordenació de "cases pairals". Avui se la coneix com a "Can Serra". L'any 1999 es va dividir horitzontalment i van resultar setze habitatges en comunitat privada, les quals han estat reformades en la seva totalitat.
Un dels seus fills, Alberto Magnasco Serra segueix tenint una part de la propietat en l'estil original.